# Ekonomska fakulteta v Mostarju
Ekonomska fakulteta (izvirno bosansko Ekonomski fakultet u Mostaru), s sedežem v Mostarju, je fakulteta, ki je članica Univerze v Mostarju.